# Coast Air
Coast Air var et regionalt flyselskab med base på Haugesund Lufthavn, Karmøy Kommune i Norge. Det var Norges 4. største flyselskab og fløj primært indenrigsruter ved Vestlandet, men havde også en enkelt rute til København.

## Historie
Selskabet blev oprettet i 1988 på resterne af Coast Aero Center der var gået konkurs samme år, efter at havde eksisteret siden 1975. Den 23. januar 2008 om morgenen meddelte ejer Trygve Seglem at selskabet i løbet af natten havde besluttet at indgive konkursbegæring, og alt flyvning blev øjeblikkelig indstillet samt 95 ansatte afskediget.